# Sawi
Die Sawi (auch Sawuy) sind ein Volksstamm der Papua in Westneuguinea, Indonesien.
Bis in die 1960er Jahre lebten die Sawi als kannibalische Kopfjäger und ohne Berührung zur Zivilisation. 1962 kam das Missionsehepaar Don und Carol Richardson zu diesem Volksstamm und lebte 15 Jahre unter ihnen. Festgehalten sind die Erfahrungen in Don Richardsons Buch Peace Child. Seither konvertierten viele Stammesangehörige zum Christentum, wobei im Übrigen animistisch geprägte, spirituelle Vorstellungen vorherrschen. 
Die Sprache der Sawi gehört zum Transneuguinea-Hauptzweig (TNG) und dabei zur Awyu–Dumut-Sprachfamilie, die in den (süd)östlichen Regionen Westneuguineas gesprochen wird.